# Genolinea manteri
Genolinea manteri är en plattmaskart. Genolinea manteri ingår i släktet Genolinea och familjen Hemiuridae. Inga underarter finns listade i Catalogue of Life.